# Camalaú
Camalaú é um município brasileiro do estado da Paraíba, Região Nordeste do País. Localizado na microregião do Sertão do Cariri (Ocidental) Paraibano, na região imediata de Monteiro De acordo com o IBGE (Instituto Brasileiro de Geografia e Estatística), no ano de 2019 sua população estimada foi de 6 013 habitantes. Área territorial de 543,688 km².

## História
A fundação do povoado deu-se em 21 de junho de 1895 quando, oficialmente, Domingos Ferreira Brito e sua mulher Rosa Maria da Conceição doaram mais de dezesseis hectares de terra à Igreja Católica para a formação do Patrimônio de São José, mediante a solocitação de José Cardoso da Silva, que passou a ser considerado o fundador da cidade.
A data de instalação do município ocorreu no dia 19 de março de 1962, quando houve o desmembramento de Camalaú do município de Monteiro, por força da Lei Estadual nº 2.617 de 12 de dezembro de 1961.[carece de fontes?]
Camalaú é nome de origem indígena. Poderia ter sido o nome de chefe indígena ou de um grupo de aborígines que habitava nas imediações da área onde a cidade está situada, assim como poderia ter sido, apenas, o nome da área em que residiam esses povos.[carece de fontes?]
Segundo alguns estudiosos, inclusive Horácio de Almeida e Coriolano Medeiros, notáveis, pesquisadores e escritores paraibanos, Camalaú seria a corruptela do tempo "Cam/B/Ara/Ú" ( Rio do Câmara, do tupi-guarani).[carece de fontes?]

## Localização
Camalaú localiza-se na Mesorregião da Borborema e na Microrregião do Cariri Ocidental. Limita-se com o estado de Pernambuco e os municípios de São João do Tigre (22 km), São Sebastião do Umbuzeiro (37 km), Monteiro (35 km), Sumé (26 km) e Congo (20 km). Está distante da Capital 331,7 km,

## Geografia

### Relevo
O município está inserido na unidade geoambiental da Depressão Sertaneja, com relevo suave ondulado.

### Clima
O município está incluído na área geográfica de abrangência do semiárido brasileiro, definida pelo Ministério da Integração Nacional em 2005. Esta delimitação tem como critérios o índice pluviométrico, o índice de aridez e o risco de seca.
Dados do Departamento de Ciências Atmosféricas, da Universidade Federal de Campina Grande, mostram que Camalaú apresenta um clima com média pluviométrica anual de 627,1 mm e temperatura média anual de 23,3 °C.
| Dados climatológicos para Camalaú             | Dados climatológicos para Camalaú | Dados climatológicos para Camalaú | Dados climatológicos para Camalaú | Dados climatológicos para Camalaú | Dados climatológicos para Camalaú | Dados climatológicos para Camalaú | Dados climatológicos para Camalaú | Dados climatológicos para Camalaú | Dados climatológicos para Camalaú | Dados climatológicos para Camalaú | Dados climatológicos para Camalaú | Dados climatológicos para Camalaú | Dados climatológicos para Camalaú |
| Mês                                           | Jan                               | Fev                               | Mar                               | Abr                               | Mai                               | Jun                               | Jul                               | Ago                               | Set                               | Out                               | Nov                               | Dez                               | Ano                               |
| --------------------------------------------- | --------------------------------- | --------------------------------- | --------------------------------- | --------------------------------- | --------------------------------- | --------------------------------- | --------------------------------- | --------------------------------- | --------------------------------- | --------------------------------- | --------------------------------- | --------------------------------- | --------------------------------- |
| Temperatura máxima média (°C)                 | 32,2                              | 31,5                              | 31,0                              | 30,2                              | 28,8                              | 27,6                              | 27,3                              | 28,6                              | 30,2                              | 32,1                              | 32,8                              | 32,8                              | 30,4                              |
| Temperatura média (°C)                        | 24,7                              | 24,3                              | 24,0                              | 23,7                              | 22,8                              | 21,7                              | 21,1                              | 21,5                              | 22,6                              | 23,8                              | 24,5                              | 24,8                              | 23,3                              |
| Temperatura mínima média (°C)                 | 20,1                              | 20,0                              | 20,0                              | 19,8                              | 19,1                              | 18,1                              | 17,2                              | 17,1                              | 18,2                              | 19,0                              | 19,7                              | 20,1                              | 19,0                              |
| Precipitação (mm)                             | 53,1                              | 86,6                              | 136,9                             | 138,6                             | 65,7                              | 36,0                              | 35,5                              | 16,7                              | 10,2                              | 6,7                               | 14,3                              | 24,2                              | 627,2                             |
| Fonte: Departamento de Ciências Atmosféricas. |                                   |                                   |                                   |                                   |                                   |                                   |                                   |                                   |                                   |                                   |                                   |                                   |                                   |

### Vegetação
Sua vegetação predominante é a Caatinga que varia de Herbácea a Arbustiva.

## Hidrografia
O município de Camalaú está situado nos domínios da bacia hidrográfica do Rio Paraíba, região do Alto Paraíba.
O município de Camalaú é banhado pelo Rio da Serra ou do Espinho, onde foi construído o açude Cordeiros (já no município do Congo, mas com a maior parte das águas no município de Camalaú) e pelo Rio Paraíba ou do Meio, no qual foi construída a barragem pública de Camalaú, além de alguns riacho importantes como o da Raposa, Ipueira, Aguazinha, Craibeira, Lamarão, Pinheiro, etc.

## Solo
Não cálcios, rasos, pedregosos, da era Pré-Cambriana. Predominância de rochas metamórficas e presença de quartzo leitoso na superfície.

## Artesanato
O artesanato de Camalaú destaca-se pela produção da renda renascença.